# Cyclo (album de Zazie)
 (juillet 2013).
Si vous disposez d'ouvrages ou d'articles de référence ou si vous connaissez des sites web de qualité traitant du thème abordé ici, merci de compléter l'article en donnant les références utiles à sa vérifiabilité et en les liant à la section « Notes et références ».
Pour les articles homonymes, voir Cyclo.
Albums de Zazie
Za7ie
(2010) Encore heureux
(2015)
Singles
1. Les contraires
Sortie : 21 janvier 2013
2. Mobile homme
Sortie : 4 février 2013
3. 20 ans
Sortie : 13 mai 2013
4. Temps plus vieux
Sortie : 30 septembre 2013

Cyclo est le huitième album de Zazie sorti le 18 mars 2013.

## Historique
L'album Cyclo est sorti le lundi 18 mars 2013. L'album est réalisé par Olivier Coursier et mixé par Tony Hoffer. Le premier extrait de cet album, Les Contraires, sort le 21 janvier 2013. Elle annonce un nouvel extrait, Mobile Homme en écoute au préalable sur les plateformes musicales. L'album s'est écoulé à 60.000 exemplaires.

## Participations
- Zazie : chants
- Olivier Coursier : arrangements
- Philippe Paradis : guitares
- Matthieu Rabaté : batterie
- Aleksander Angelov : basse
- Tony Hoffer : mixage

## Liste des titres
| No  | Titre            | Auteur                    | Durée |
| --- | ---------------- | ------------------------- | ----- |
| 1.  | Les contraires   | Zazie/Zazie & O. Coursier | 3:50  |
| 2.  | Mobile homme     | Zazie                     | 3:49  |
| 3.  | Je ne sais pas   | Zazie                     | 3:58  |
| 4.  | Mademoiselle     | Zazie/Phil Baron          | 3:28  |
| 5.  | Cyclo            | Zazie                     | 5:50  |
| 6.  | Tout             | Zazie                     | 3:40  |
| 7.  | Si tu viens      | Zazie                     | 5:02  |
| 8.  | Temps plus vieux | Zazie                     | 4:57  |
| 9.  | 20 ans           | Zazie                     | 4:11  |
| 10. | Vienne la nuit   | Zazie                     | 6:11  |
| 11. | Où allons-nous ? | Zazie                     | 6:14  |